# Ètica hacker
L'ètica hacker és un conjunt de principis morals i filosòfics sorgits i aplicats a les comunitats virtuals de furoners, tot i no ser exclusius d'aquest àmbit ja que molts dels seus valors poden aplicar-se fora del món de la informàtica i la pràctica hacker. L'expressió se sol atribuir al periodista Steven Levy en el seu assaig Hackers: Heroes of the Computer Revolution, publicat el 1984, on descriu i enuncia amb detall els principis ètics que van sorgir a la fi dels anys 1950 a l'Institut Tecnològic de Massachusetts (MIT) i, en general, en la cultura dels afeccionats a la informàtica dels anys 1960 i 1970. Els principis clau poden resumir-se en l'accés lliure a la informació i en que la informàtica pot millorar la qualitat de vida de les persones.
Alguns dels seus teòrics actuals han estat el finlandès Pekka Himanen i l'estatunidenc Eric Steven Raymond. Altres furoners reconeguts i que han ajudat a crear part d'aquesta ètica són Linus Torvalds i Richard Matthew Stallman.

## Història

### El MIT i ARPANET
L'inici de la cultura hacker tal com la coneixem pot remuntar-se amb seguretat al 1961 quan el MIT aconsegueix la primera PDP-1. En aquest període el MIT crea tot un argot, programes i eines pel que fa a les computadores Programmed Data Processor (PDP) que es van mantenir fins a ben entrada la dècada del 1990, en gran manera mercès a un grup d'estudiants denominat Tech Model Railroad Club. El 1969, es llança ARPANET i es connecten entre si diverses universitats i institucions d'Amèrica del Nord (els més importants per a la cultura hacker d'aquesta època serien el Laboratori d'Intel·ligència Artificial de Stanford (SAIL) i la Universitat de Carnegie Mellon). És llavors quan el MIT va crear el seu propi sistema operatiu per a les computadores PDP, conegut com ITS (Incompatible Timesharing System) i escrit en un llenguatge que posteriorment es coneixeria com a codi Lisp, un llenguatge molt més flexible i potent que els que hi havia en aquella època i que és usat fins i tot en l'actualitat com en l'editor de text Emacs.
En aquest període el SAIL i altres centres d'intel·ligència artificial també van desenvolupar maquinari i programari que posteriorment va donar origen a ordinadors personals i interfícies d'usuaris de finestra i icones com les coneixem. A més, cal destacar l'aportació a la cultura hacker del Palo Alto Research Center produint maquinari i programari com per exemple les impressores làser i el ratolí.

### Unix i els grups de furoners
A la vegada que tenia lloc l'eclosió tecnològica al voltant de les computadores PDP al MIT i a altres universitats d'ARPANET, a la seu dels Laboratoris Bell a Nova Jersey, Ken Thompson i Dennis Ritchie creaven el sistema operatiu Unix a partir del sistema operatiu Multics. La idea de Multics era generar un sistema operatiu amb diverses innovacions, però a causa del baix rendiment de les primeres versions es va aparcar el projecte. Thompson decidí seguir treballant en el projecte de Multics i va començar a programar un nou sistema en una vella PDP-7 rescatant els programes i les característiques que trobà rellevants. En aquesta època Dennis Ritchie crea un nou llenguatge anomenat C i li proposa a Thompson d'implementar-lo. El prototip d'aquest sistema operatiu va rebre el nom d'UNICS, car es considerava un sistema operatiu Multics castrat per molts programadors de l'època (en anglès, Eunuchs és un homòfon d'UNICS), per la qual cosa es va rebatejar el sistema com Unix.
Allò rellevant de la creació d'Unix és el fet que tant Thompson com Ritchie es van adonar que es podia escriure un sistema operatiu completament en C, gràcies als avanços de programari i maquinari que hi havia, a diferència d'escriure els sistemes usant el llenguatge assemblador. De fet, el 1978, ja havien aconseguit portar Unix a moltes computadores de l'època, i el 1980 ja diversos centres i universitats s'havien canviat a Unix. A més, gràcies a que Unix també portava la seva pròpia xarxa (la UUCP), permetia un sistema de comunicació entre màquines barat, que posteriorment es transformaria en Usenet, un sistema de xarxes d'Unix que amb els anys va superar la xarxa d'usuaris ARPANET.
El 1980, s'havien agrupat els usuaris de Lisp i ARPANET i els usuaris de C i Usenet en dos bàndols diferents, i amb ells també s'enfrontaven un petit grup de furoners que avançaven en el camp dels ordinadors portàtils basats en el llenguatge BASICS (el 1976 es funda Apple Inc i apareixen molts entusiastes dels microordinadors). Cadascun estava connectat entre si, però en el fons funcionaven amb tecnologies molt diferents. Aviat el grup del MIT va anar quedant enrere perquè la tecnologia de les màquines PDP van esdevenir obsoletes, i és llavors que Steven Levy escriu Hackers. Poc després, Richard Matthew Stallman crea la Free Software Foundation i es dedica a la creació de programari lliure.

### Naixement de l'Unix lliure
A la dècada del 1990, molts furoners van poder permetre's un ordinador personal, que gràcies al xip 386 d'Intel disposaven de la mateixa potència i capacitat que els servidors dels ordinadors d'una dècada enrere. El problema va ser que els sistemes Unix encara eren massa cars per a ús personal, i tots els intents per a comercialitzar-lo no van reeixir, fins i tot la Free Software Foundation no ho estava fent bé en el disseny del HURD, un nucli del sistema operatiu (kernel) gratuït d'Unix, ja que fins a aquell moment les úniques formes de desenvolupament de programari eren sota el «model Catedral».
És en aquest context que Linus Torvalds comença el 1991 el desenvolupament d'un kernel de la línia del HURD de la Free Software Foundation, alliberant el prototip de Linux a la comunitat hacker, el primer sistema Unix de codi totalment obert i redistribuïble. Gràcies a que Linux es produïa i reprogramava constantment per una quantitat innumerable de furoners cada setmana, el projecte va avançar a una velocitat aclaparadora. El 1993, Linux era un sistema operatiu consistent i fiable per a la totalitat de hackers a Amèrica del Nord. Aquesta fita de Linux és un dels majors exemples de l'ètica hacker i potser el seu major assoliment. Gran part de l'èxit de Linux pot veure's millor en l'assaig La catedral i el basar d'Eric S. Raymond.

## Sistema de valors de l'ètica hacker
L'ètica hacker és una ètica de tipus axiològic, és a dir, una ètica basada en una determinada sèrie de valors. Pekka Himanen n'explicita alguns de fonamentals, a saber: passió, llibertat, consciència social, veritat, anticorrupció, lluita contra l'alienació, igualtat social, lliure accés a la informació, valor social, accessibilitat, activitat, preocupació responsable, curiositat, creativitat, interès i aspectes pràctics.
Qui promou l'ètica hacker pensa en una societat realment democràtica, és a dir, en què les institucions, les empreses i l'Estat funcionen en pro del bé comú. Les persones amb aquesta consciència ètica defensant aquest bé, donen exemple i formen als seus companys, col·legues, treballadors i altres professionals del coneixement per aconseguir-ho.
El sistema de valors que l'ètica hacker fomenta no pot produir-se en un pla purament individual o sectari, no tindria sentit si no és intervenint en el pla social i comunitari. Per això es considera que l'ètica hacker, en lloc de la moderna democràcia representativa on en general no s'acaben duent a terme la majoria dels projectes socials, promulga una democràcia participativa on la ciutadania se senti útil actuant en la pràctica.

## Què fa un furoner?
Himanen, a l'obra The hacker ethic, and the spirit of the information age (que conté un pròleg de Linus Torvalds i un epíleg de Manuel Castells), comença per rescatar una de les accepcions originals del terme furoner. Segons Himanen, un furoner no és un delinqüent, vàndal o pirata informàtic (en anglès cracker) amb alts coneixements tècnics:
| « | Al centre de la nostra era tecnològica es troben unes persones que s'autoanomenen hackers. Es defineixen a si mateixes com a persones que es dediquen a programar de manera apassionada i creuen que és un deure per a ells compartir la informació i elaborar programari gratuït. Cal no confondre'ls amb els crackers, els usuaris destructius l'objectiu dels quals és el de crear virus i introduir-se en altres sistemes: un hacker és un expert o un entusiasta de qualsevol tipus que pot dedicar-se o no a la informàtica. En aquest sentit, l'ètica hacker és una nova moral que desafia l'ètica protestant del treball, tal com la va exposar fa gairebé un segle Max Weber en la seva obra L'ètica protestant i l'esperit del capitalisme, i que està fundada en la laboriositat diligent, l'acceptació de la rutina, el valor dels diners i la preocupació pel compte de resultats. | » |

Enfront de la moral presentada per Weber, l'ètica del treball per al furoner es funda en el valor de la creativitat, i consisteix a combinar la passió amb la llibertat. Els diners deixen de ser un valor en si mateix i el benefici es xifra en fites com la utilitat social i el lliure accés, la transparència i l'honestedat.

## Ètica hacker
Steven Levy resumeix a Hackers: Heroes of the Computer Revolution els postulats o principis de l'ètica hacker:
1. L'accés als ordinadors, i a qualsevol cosa que pugui ensenyar alguna cosa sobre la forma com funciona el món, ha de ser il·limitat i total: i compta amb les habilitats dels hackers per aprendre i construir sobre les idees i els sistemes preexistents. L'accés dona als hackers la possibilitat de desmuntar coses, corregir o millorar-les, i per aprendre i comprendre com funcionen. Això proporciona el coneixement per a crear coses noves i encara més interessants. L'accés ajuda a l'expansió de la tecnologia.
2. La informació ha de ser lliure per als hackers perquè puguin arreglar, millorar i reinventar els sistemes. Un lliure intercanvi d'informació permet una major creativitat en general. Sota el punt de vista dels hackers, qualsevol sistema podria beneficiar-se d'un fàcil flux de la informació, un concepte conegut com «transparència» en les ciències socials. Com assenyala Richard Matthew Stallman: free («lliure») es refereix a un accés sense restriccions; no a free com «gratuït».
3. La desconfiança en l'autoritat i promoure la descentralització. La millor manera de promoure el lliure intercanvi d'informació és tenir un sistema obert que no presenta límits entre un hacker i un tros d'informació o un element de l'equip que necessiti en la seva cerca de coneixement. Els hackers creuen que les burocràcies, ja siguin corporatives, governamentals, o universitàries, són sistemes defectuosos.
4. Els hackers han de ser jutjats per la seva capacitat, no per criteris com títols, edat, ètnia, gènere, qualificació o posició, que es consideren irrellevants dins de la comunitat hacker. L'habilitat d'un hacker és allò determinant. Aquest codi dins de la comunitat hacker fomenta l'avanç de l'optimització informàtica i el desenvolupament de programari.
5. Pots crear art i bellesa en un ordinador. Els hackers aprecien profundament tècniques innovadores que permeten als programes fer tasques complicades amb poques instruccions. El codi d'un programa és considerat per celebrar una bellesa pròpia, després d'haver estat acuradament compost i artísticament arreglat. Aprendre a crear programes que utilitzen la menor quantitat d'espai gairebé es va convertir en un joc de hackers en la dècada del 1990.
6. Els ordinadors poden canviar la seva vida a millor. Els hackers van sentir que havien enriquit les seves vides, i van fer la seva vida aventurera. Els hackers consideren els ordinadors com llànties d'Aladí que poden controlar. La comunitat podria beneficiar-se d'experimentar tal poder si tothom pogués interactuar amb els ordinadors en la forma en què els hackers ho fan, de manera que l'ètica hacker podria propagar-se a través de la societat i millorar el món.

Segons Pau Contreras, les agrupacions hackers donen lloc a unes configuracions socials en xarxa que es caracteritzen per la seva capacitat de generar coneixement i innovació. Aquestes configuracions en xarxa, anomenades "intel·ligències-xarxa" presenten unes propietats socials basades en la meritocràcia, la concepció pública del coneixement generat i la redistribució d'aquest entre els membres del grup. Segons l'autor, l'organització social dels grups hacker és molt similar a la utilitzada en les societats primitives, amb lideratges no coercitives i sistemes de reputació entre parells basats en l'ètica de furoners com característiques fonamentals.

## Sobre l'actitud hacker
Un article de Eric Steven Raymond, «How To Become A Hacker», descriu els valors principals que es destaquen en aquesta ètica, escrivint que els hackers resolen problemes i construeixen coses, i creuen en la llibertat i l'ajuda mútua. Per ser acceptat com a furoner hauràs de comportar-te com si tinguessis aquesta actitud en el teu interior. I per a comportar-te com si tinguessis aquesta actitud, hauràs de creure't de debò aquesta actitud. Per això defineix alguns aspectes transversals a qualsevol tipus de furoner:
1. El món està ple de problemes fascinants que esperen ser resolts. Un hacker està sempre disposat i motivat a resoldre problemes, la competitivitat i els reptes són el motor d'inspiració i funcionament de l'actitud hacker, i li permet demostrar i afinar les seves habilitats.
2. Cap problema hauria de resoldre's dues vegades. El temps és preuat per a tot hacker, per la qual cosa no hauria de gastar-se resolent el mateix problema. Cada vegada que resolguis un problema, comparteix-lo amb la comunitat perquè altres hackers no perdin el seu temps resolent una cosa que ja està feta, i en canvi puguin dedicar-se a altres projectes o optimitzar el que tu vas crear.
3. L'avorriment i el treball rutinari són perniciosos. Cap persona no hauria de fer un treball per al qual no està motivada, perquè fent això no està resolent problemes que si la motiven i ajudant a crear solucions, eines o optimitzant solucions ja fetes. Per tant, hom hauria de mantenir aquestes tasques el més automatitzades possibles per a dedicar temps a resoldre problemes.
4. La llibertat és bona. L'actitud autoritària ha de ser combatuda on sigui que es trobi, els hackers han d'ocupar la seva llibertat per resoldre problemes, de manera que qualsevol actitud que coaccioni aquesta llibertat ha de ser rebutjada i s'ha d'enfrontar.
5. L'actitud no és un substitut de la competència. Un hacker sempre ha d'estar disposat a afinar les seves habilitats i competències, no importa com de llibertari s'és si no s'està capacitat per a resoldre problemes.